# 南开公园
南开公园，位于天津市南开区南开二纬路，1950年筹建，1953年建成开放，占地面积6.4万平方米，是中华人民共和国成立后天津市最早修建的一批城市公园。
2003年2月，南开区人民政府投资1,800万元，对南开公园实施改造扩建。